# Модель несовершенной информации
Модель несовершенной информации, известная также как Модель островов Лукаса (англ. The Lucas-Islands model) — это разработанная Робертом Лукасом экономическая модель, целью которой является моделирование связи между изменениями предложения денег,  цены и выпуска в упрощённой экономике, с использованием теории рациональных ожиданий. 
Лукас сравнивает экономику, рассматриваемую как множество фирм, производящих только один товар, с архипелагом, состоящим из множества островов, на которых находится по одному человеку, производящему по одному товару.
Островитяне практически не общаются друг с другом и поэтому практически ничего не знают о том, что происходит на других островах.
Информация  с других островов сообщается с запозданием в виде цен, по которой посещающие остров потребители готовы купить товар островитянина и цен на товары с других островов, необходимыми для производства на данном острове.

## Исходное положение
Модель включает группу из N островов, на каждом из которых находится один человек.
Каждый человек производит некоторое количество некоторого товара Y, которые могут быть куплены за некоторое количество денег M.
Люди используют деньги заданное число раз для покупки определённого количества товаров, которые стоят определённую цену.
В этой ситуации видна реализация количественной теории денег, согласно которой уравнение обмена выглядит следующим образом: MV=PY, то есть предложение денег, умноженное на скорость обращения, равняется цене, умноженной на выпуск.

## Колебания цен
В таких условиях Лукас вводит предположение о колебании уровня цен.
Они могут происходить за счёт изменений уровней цен на отдельных островах из-за повышения или понижения спроса (т. е. асимметрии предпочтений, z) или посредством случайных процессов, которые нельзя предсказать (e).
Однако житель острова может воспринимать только номинальные изменения цен, но не изменения составляющих цены. На самом деле, все цены могут расти одновременно, в случае чего островитянин хотел бы производить столько же, поскольку его реальный доход остаётся неизменным, это изменение отражается в e.
Но цена на его товар может вырасти, тогда как на другие остаться неизменной, что показывается z, в случае чего он хотел бы увеличить выпуск из-за увеличившейся цены.
Рассматриваемый островитянин хотел бы реагировать на z, но не на e, но поскольку он воспринимает только общее изменение p (p=z+e), то он допускает ошибки.
Из-за этого, если увеличивается предложение денег, вызывая общую инфляцию, островитянин увеличит производство, даже несмотря на то, что он не получает настолько высокую реальную цену, как он думает, поскольку из-за несовершенства информации он неправильно рассматривает часть этой цены как увеличение z.
Эта ситуация отражается в зависимости кривой Филлипса, поскольку инфляция находится с выпуском в прямой зависимости (то есть она находится в отрицательной связи с безработицей).
Однако оказывается, что из-за включения рациональных ожиданий в эту модель, рассматриваемый островитянин правильно оценивает долгосрочную инфляцию, поскольку он включает это в свои предсказания и корректно расценивает её как π (долгосрочный тренд инфляции), а не как z. По существу это является предположением о неэффективности политики.
Это означает в долгосрочном плане то, что инфляция не может привести к повышению выпуска, то есть кривая Филлипса является вертикальной линией.

## Следствия

### Непредвиденность изменений денежно-кредитной политики
Важным выводом из модели несовершенной информации Лукаса является то, что для неё требуется проведения различия между ожидаемыми и непредвиденными изменениями в денежно-кредитной политике.
Если изменения в денежно-кредитной политике и следующие из этого изменения уровня инфляции являются ожидаемыми, тогда островитяне неправильно оценивают любые изменения цен, которые обнаруживают.
Следовательно, они не будут изменять производство при инфляционном изменении цен, и нейтральность денег будет иметь место даже в краткосрочном плане.
При непредвиденных изменениях в инфляции рассматриваемые островитяне столкнутся с проблемой несовершенства информации и изменят уровень выпуска.
Таким образом, денежно-кредитная политика может оказывать влияние на выпуск только до тех пор, пока она оказывается неожиданной, то есть удивляет, людей и фирмы в экономике.

### Функция производства
Одним из наиболее значительных следствий из этой модели является функция совокупного предложения Лукаса, которая связывает выпуск в экономике с "удивительными ценами" (англ. "price surprise" ), то есть не согласующимися с рациональными ожиданиями.
В этом случае фактическая цена оказывается выше ожидаемой, что приводит к краткосрочному превышению фактического выпуска над его потенциальным уровнем.

### Заработная плата рабочих
В экономике рабочие владеют информацией о заработной плате, однако не знают общего уровня цен, а поэтому не могут определить реальную заработную плату.
Если увеличение заработной платы произошло только в связи с увеличением общего роста цен, то работники, так же как и островитяне в модели, путают увеличение номинальной заработной платы с реальным её изменением и при этом увеличивают предложение труда, что приводит к увеличению объёма выпуска фирмами.